# السفسطائي (حوار)
السفسطائي (باليونانية: Σοφιστής؛ اللاتينية: Sophista) هو حوار أفلاطوني من أواخر حياة الفيلسوف، وعلى الأرجح كتب في عام 360 قبل الميلاد. موضوعه الرئيسي هو تحديد ما هو السفسطائي وكيف يختلف عن الفيلسوف ورجل الدولة. يرى الحوار أن كل منهم يتميز بشكل معين من المعرفة، ويستقى الحوار بعض جمل التحقيق المتبعة في الحوار المعرفي، الثئيتتس، والذي يقال أنه حدث في اليوم السابق. بما أن الحوار يتعامل مع هذه المسائل، غالبا ما يؤخذ عليه أنه يلقي الضوء على نظرية الأشكال لأفلاطون وتتم مقارنته مع بارمنيدس، الذي انتقد نظرية الأشكال.
ما يميز الحوار أنه أحد ثلاثة لا يظهر فيها سقراط، رغم أنه يظهر في تتمته، رجل الدولة، ويلعب دورا ثانوي فيه (الحوار الآخر هو القوانين). بدلا من ذلك، يأخذ الغريب الإلياتي زمام المبادرة في المناقشة.